# آزمون‌های غیرمخرب
آزمون‌های غیرمخرب به مجموعه‌ای از روش‌های ارزیابی و تعیین خواص قطعات گفته می‌شود که هیچ‌گونه آسیب یا تغییری در قطعه ایجاد نکند.

## کاربردها
آزمون‌های غیرمخرب دارای کاربرد وسیعی در بسیاری از صنایع هستند. از آن جمله می‌توان موارد زیر را ذکر کرد:

### صنعت برق

#### خودروسازی
- قطعات موتور
- بدنه

### مهندسی عمران
- سازه
- پی
- شبکه‌های انتقال آب
- راه و راه‌سازی

### صنایعنفتوگاز
- لوله‌های نفت و گاز

## روش‌ها
در این بخش متداول‌ترین روش‌های مورد استفاده در آزمون‌های غیرمخرب معرفی می‌شوند.

### آزمون نشرآوایی (Acoustic Emission - AE)
وقتی که ماده‌ای جامد تحت تنش می‌باشد، عیوب موجود در آن باعث ایجاد امواج صوتی با بسامد بالا می‌گردند. این امواج در ماده منتشر شده و می‌توان توسط حسگرهای خاصی آن‌ها را دریافت کرد و با تجزیه و تحلیل این امواج می‌توان نوع عیب، مکان و شدت آن را تعیین نمود. تست نشرآوایی (آکوستیک امیشن) یک روش نوین در زمینه تستهای غیر مخرب است.
از این روش می‌توان برای تشخیص و موقعیت‌یابی عیوب مختلف در سازه‌های تحت بار و اجزای آن‌ها استفاده کرد.
تخلیه سریع انرژی از یک منبع متمرکز در درون جسم باعث ایجاد امواج الاستیک گذرا و انتشار آن‌ها در ماده می‌شود. این پدیده را آکوستیک امیشن می‌نامند. با توجه به انتشار امواج از منبع تا سطح ماده، می‌توان آن‌ها را توسط حسگرهایی ثبت کرد و از این طریق اطلاعاتی در مورد وجود و محل منبع انتشار امواج به دست آورد.
این امواج می‌توانند فرکانس‌هایی تا چند MHz داشته باشند. برای شنیدن صدای مواد و شکست سازه‌ها از حسگرهای التراسونیک در محدوده kHz 20 تا MHz 1 استفاده می‌شود و فرکانس‌های متداول در این روش در محدوده kHz 300 - 150 هستند.
دستگاه‌های مورد استفاده با توجه به نوع کاربردشان می‌توانند به صورت یک دستگاه کوچک قابل حمل تا یک دستگاه بزرگ ده‌ها کاناله باشند. یک حسگر منفرد به همراه ابزارهای وابسته برای کسب و اندازه‌گیری سیگنالهای آکوستیک امیشن تشکیل یک کانال آکوستیک امیشن را می‌دهد. از سیستم چندکاناله برای اهدافی نظیر موقعیت‌یابی منابع یا آزمون نواحی که برای یک حسگر منفرد خیلی بزرگ است استفاده می‌شود.
اجزایی که در تمامی دستگاه‌ها برای دریافت سیگنال وجود دارد عبارتند از: حسگر، پیش تقویت‌کننده، فیلتر و تقویت‌کننده.

### آزمون چشمی (Visual Testing - VT)
این روش پایه‌ای‌ترین، ابتدایی‌ترین و معمولاً ساده‌ترین روش آزمون کنترل کیفیت و پایش تجهیرات می‌باشد. در این روش مسئول کنترل کیفیت می‌بایست مواردی را به‌طور بصری چک کند. البته گاهی اوقات از دوربین‌هایی استفاده می‌شود که تصاویر را به رایانه فرستاده و رایانه عیوب را تشخیص می‌دهد.
روش سورتینک که مخصوصاً در کنترل کیفیت پیچها از آن استفاده می‌شود مثالی از روش کنترل بصری توسط رایانه می‌باشد.

### آزمون پرتونگاری (Radiography Testing - RT)
آزمون پرتونگاری به استفاده از پرتوهای گاما و ایکس، که قابلیت نفوذ در بسیاری از مواد را دارا می‌باشند، برای بررسی مواد و تشخیص عیوب محصولات گفته می‌شود. در این روش پرتو ایکس یا رادیواکتیو به سمت قطعه هدایت می‌شود و پس از عبور از قطعه بر روی فیلم منعکس می‌شود. ضخامت و مشخصه‌های داخلی باعث می‌شوند نقاطی در فیلم تاریکتر یا روشن‌تر دیده شوند.

### آزمون ذرات مغناطیسی (Magnetized Testing - MT)
در این روش ذرات آهن بر روی ماده‌ای با خاصیت آهنربایی ریخته می‌شود و میدان مغناطیسی در آن القا می‌شود. در صورت وجود خراش یا ترکی بر روی سطح یا در نزدیکی سطح، در محل عیب قطب‌های مغناطیسی تشکیل می‌شود یا میدان مغناطیسی در آن ناحیه دچار اعوجاج می‌گردد. این قطب‌های مغناطیسی باعث جذب ذرات آهن می‌شوند. در نتیجه وجود عیب را می‌توان از تجمع ذرات آهن تشخیص داد.

### آزمون فراصوتی (Ultrasonic Testing - UT)
در این روش امواج فراصوت با بسامد بالا و با دامنه کم به داخل قطعه فرستاده می‌شوند. این امواج پس از برخورد به هر گسستگی بازتابیده می‌شوند و قسمتی از این امواج به سمت حسگر رفته و حسگر آن را دریافت می‌کند. از روی دامنه و زمان بازگشت این امواج می‌توان به مشخصه‌های این گسستگی پی برد. از کاربردهای این روش می‌توان به اندازه‌گیری ضخامت و تشخیص عیوب موجود در قطعات نام برد.

### آزمون مایع نافذ (Liquid Penetrant Testing - PT)
در این روش سطح قطعه با مایعی رنگی قابل مشاهده یا فلورسنت پوشیده می‌شود. پس از مدتی این مایع در درون شکاف‌ها و حفره‌های سطحی قطعه نفوذ می‌کند. پس از آن مایع از سطح جسم زدوده می‌شود و ماده ظاهر کتتده به روی سطح پاشیده می‌شود. اختلاف روشنایی مایع نافذ و ظاهرکننده باعث می‌شود که عیوب سطحی به راحتی مشاهده شوند.
این تست برای ظاهرسازی عیوبی به کار می‌رود که به سطح راه داشته باشد وبر روی اکثر مواد از هر جنس که باشد می‌توان استفاده نمود در ضمن زبری سطح مورد آزمایش باید در حد مناسب باشد. در این روش ابتدا باید سطح رااز چربی وآلودگی تمیز کرد سپس مایع نافذ را بر روی سطح پاشیده و حداقل به مدت پنج دقیقه صبر می‌کنیم تا مایع نافذ به درون عیب نفوذ کند سپس سطح را تمیز کرده وماده ظاهر ساز را بر روی سطح می‌پاشیم که این ماده معمولاً سفید رنگ است اگر عیبی در سطح وجود داشته باشد اثر آن بر روی سطح مشخص می‌گردد .

### آزمون الکترومغناطیس (Electromagnetic Testing - ET)
در این روش با استفاده از یک میدان مغناطیسی متغیر در یک ماده رسانا جریان الکتریکی گردابی القا می‌شود و این جریان الکتریکی اندازه‌گیری می‌شود. وجود گسستگی‌هایی مانند ترک‌ها در ماده باعث ایجاد وقفه در این جریان می‌شود و بدین طریق می‌توان به وجود چنین عیبی پی برد. در ضمن مواد مختلف دارای رسانایی الکتریکی نفوذپذیری متفاوتی هستند؛ بنابراین می‌توان بعضی از مواد را با این روش رده‌بندی نمود.

### آزمون نشتی (Leak Testing - LT)
روش‌های مختلفی برای تشخیص نشتی در مخازن تحت فشار و مانند آن، استفاده می‌شود که مهم‌ترین آن‌ها عبارت‌اند از: گوشی‌های الکتریکی، گیج فشار، گاز یا مانع نافذ، دیود هالوژن، طیف‌سنجی جرمی و همین‌طور تست حباب صابون.

### آزمون دمانگاری فروسرخ (Infrared Testing - IRT)
یکی از این روش‌های مراقبت وضعیت و پیش‌بینی عیوب ماشین آلات مکانیکی و الکتریکی بهره‌گیری از آنالیزهای حرارتی می‌باشد زیرا عملکرد هر دستگاه همواره با انتشار گرما همراه است و معمولاً هر ایراد مکانیکی و الکتریکی در تجهیزات با افزایش یا کاهش دما بروز می‌نماید. گرمای منتشر شده از سطح بیرونی اجسام به صورت تشعشعات مادون قرمز که توسط چشم انسان قابل رویت نیستند آزاد می‌گردد. اما این تشعشات را می‌توان از طریق دوربین‌های ترموگرافی که پیشرفته‌ترین و کامل‌ترین تجهیزات در زمینه آنالیز حرارتی محسوب می‌شوند، مشاهده نمود.
از آنالیزهای حرارتی می‌توان جهت شناسائی و تشخیص عیوبی مانند اتصالات الکتریکی نامناسب، شل بودن قطعات و تجهیزات، تغییرات متالورژی، بار بیش از حد، خنک کاری نامناسب، ولتاژ نامناسب، اتصال و رسانائی نامناسب، کثیف بودن تجهیزات، وجود آلودگی محیطی، اکسیده شدن اتصالات، ظرفیت نامناسب، خوردگی و فرسایش خارجی، عدم هم محوری و ارتعاشات بیش از حد و بسیاری عیوب دیگر را که در نهایت باعث معیوب شدن قطعات و تجهیزات می‌گردند، استفاده نمود.

### آزمون نشت شار مغناطیسی (Magnetic Flux Leakage - MFL)
تصویربرداری مغناطیسی از سطوح فلزی توسط حسگرهای میدان مغناطیسی یک تکنیک پر کاربرد در تست غیر مخرب سطح برای تشخیص وجود نقص در نمونه‌های فلزی است. در میان تکنیک‌های تصویربرداری مغناطیسی، روش تست نشت شار مغناطیسی یک روش پرکاربرد در تست غیر مخرب سطوح فلزی فرومغناطیسی همانند لوله‌های انتقال و مخازن ذخیره نفت و گاز است.
در این روش نمونه فرومغناطیس توسط آهنربای دایمی یا یک سیم پیچ تا نزدیکی ناحیه اشباع مغناطیده می‌شود. وجود هر گونه ناپیوستگی در ماده مانند ترک، موجب تغییر موضعی شار نشتی در محل ترک می‌شود. توزیع و شدت شار نشتی اطلاعات مفیدی دربارهٔ موقعیت و ابعاد ترک با خود به همراه دارد. این شار نشتی توسط یک حسگر مغناطیسی قابل اندازه‌گیری است. خواص حسگر مغناطیسی بر توانایی سیستم تست در تشخیص ترک‌ها و خوردگیها با ابعاد مختلف بسیار مؤثر است.

### مقایسه روش‌ها
| روش                 | کاربردها | معایب و محدودیت‌ها |
| ------------------- | --- | --- |
| مایعات نافذ         | - مواد غیر متخلخل - برای بازرسی جوش، لحیم، مواد ریخته‌گری شده، مواد آهنگری شده، قطعات آلومینیومی، دیسک و پره‌های توربین، چرخ‌دنده | - نیاز به دسترسی به سطح مورد آزمایش - عیوب حتماً باید در سطح، شکستگی ایجاد کرده باشند. - ممکن است سطح نیاز به تمیزکاری داشته باشد - عیوب ترک مانند که بسیار باریک هستند، خصوصاً زمانی که تحت تأثیر نیرویی قرار گیرند که موجب بسته شدن آن‌ها گردد و همچنین عیوب بسیار کم عمق به سختی قابل تشخیص هستند. - عمق عیب قابل اندازه‌گیری نیست.                                                      |
| ذرات مغناطیسی       | - مواد دارای خاصیت آهنربایی - عیوبی سطحی و عیوب نزدیک به سطح با این روش قابل تشخیص می‌باشند. - قابل استفاده برای جوش، لوله، میله‌ها، مواد ریخته‌گری، مواد آهنگری، مواد اکستروژن شده، قطعات موتور، محورها و دنده‌ها | - تشخیص عیوب تحت تأثیر عواملی مانند شدت میدان و جهت آن می‌باشد. - نیاز به سطحی تمیز و نسبتاً هموار - نیاز به بست نگهدارنده برای دستگاه ایجادکننده میدان - قطعه مورد آزمایش باید قبل از آزمون غیرآهنربایی شود که انجام این کار برای بعضی از قطعات و مواد دشوار است. - عمق عیوب را نمی‌توان اندازه گرفت.                                                                                     |
| فراصوتی             | - مواد فلزی و غیر فلزی و کامپوزیت‌ها - عیوب سطحی و غیر سطحی - قابل استفاده برای جوش، اتصالات، میله‌ها، مواد ریخته‌گری، مواد آهنگری، قطعات موتور و هواپیما، اجزای ساختمانی، بتن، و همچنین به صورت گسترده‌ای برای تشخیص عیوب مخازن تحت فشار و لوله‌های انتقال نفت و گاز - همچنین برای تعیین ضخامت و خواص مواد - برای پایش فرسودگی | - عموماً تماسی است، گاهی به صورت مستقیم و گاه بواسطه محیط واسط - نیاز به حسگرهای متفاوت برای کاربردهای مختلف؛ عموماً به لحاظ بازه فرکانسی - حساسیت تابعی از فرکانس مورد استفاده‌است و بعضی از مواد به خاطر ساختارشان باعث پخش شدن قابل ملاحظه امواج فراصوتی می‌گردند. امواج بازگشتی از این گونه امواج عموماً به سختی از نویز قابل تمیز است. - اعمال این روش برای قطعات بسیار نازک دشوار است. |
| پرتونگاری نوترونی   | - مواد فلزی و غیر فلزی و کامپوزیت‌ها - پایروتکنیک، رزین‌ها، پلاستیک‌ها، سازه‌های لانه زنبوری، مواد رادیواکتیو، مواد دارای چگالی زیاد و مواد حاوی هیدروژن | - باید قطعه مورد آزمون بین منبع ساطع‌کننده پرتو و دریافت‌کننده آن قرار گیرد. - اندازه راکتور تولیدکننده پرتو بسیار بزرگ است. - موازی قرار دادن اجزای آزمایش دشوار می‌باشد. - خطرات تشعشع - ترک‌ها باید به موازات پرتوها قرار گیرند تا قابل تشخیص باشند. - کاهش حساسیت با افزایش ضخامت قطعه                                                                                                  |
| پرتونگاری پرتو ایکس | - مواد فلزی و غیر فلزی و کامپوزیت‌ها - برای تمامی اشکال و فرمها به کار می‌رود؛ ریخته‌گری، جوش، قطعات الکترونیکی، صنایع هوایی، دریایی و خودروسازی | - باید به هر دو وجه قطعه دسترسی داشت. - نتایج آزمون تا حد زیادی وابسته به تعیین فاصله کانونی، ولتاژ و زمان قرارگیری در معرض تشعشع است. - خطرات تشعشع - ترک‌ها باید به موازات پرتوها قرار گیرند تا قابل تشخیص باشند. - کاهش حساسیت با افزایش ضخامت قطعه |
| پرتونگاری گاما      | - عموماً برای مواد ضخیم و با چگالی بالا استفاده می‌شود. - برای تمامی اشکال و فرمها به کار می‌رود؛ ریخته‌گری، جوش، قطعات الکترونیکی، صنایع هوایی، دریایی و خودروسازی - معمولاً در جایی استفاده می‌شود که به علت ضخامت زیاد نمی‌توان از پرتو x استفاده کرد.                                                                         | - باید به هر دو وجه قطعه دسترسی داشت. - حساسیت این روش به اندازه پرتو x نیست. - خطرات تشعشع - ترک‌ها باید به موازات پرتوها قرار گیرند تا قابل تشخیص باشند. - کاهش حساسیت با افزایش ضخامت قطعه |
| الکترومغناطیس       | - فلزات، آلیاژها و مواد هادی الکتریسیته - برای رده‌بندی (Sorting) مواد - عیوب سطحی و نزدیک به سطح با این روش قابل تشخیص می‌باشند. - قابل استفاده برای لوله، سیم، یاتاقان، ریل، آبکاری الکتریکی غیر فلزی، قطعات هواپیما، دیسک و پره‌های توربین، محور اتومبیل                                                                   | - نیاز به حسگرهای متفاوت برای کاربردهای مختلف - علی‌رغم آنکه حسگرهای این روش غیر تماسی هستند اما می‌بایست حسگر در مجاورت قطعه در فاصله بسیار نزدیکی از آن قرار گیرد. - نفوذ کم (معمولاً حدود ۵ میلی‌متر) |
| نشت شار مغناطیسی    | - فلزات، آلیاژها و مواد مغناطیسی - تشخیص ترک‌های میکرومتری - عیوب سطحی و عمقی با این روش قابل تشخیص می‌باشند. - قابل استفاده برای لوله، مخزن، سیم، یاتاقان، ریل، آبکاری الکتریکی غیر فلزی، قطعات هواپیما، دیسک و پره‌های توربین، محور اتومبیل                                                                                 | - قابل استفاده در مواد مغناطیسی |